# Stuart Rachels
Pour l’article homonyme, voir James Rachels.
James Rachels est un joueur d'échecs et un professeur de philosophie américain né le 26 septembre 1969 à Birmingham en Alabama.

## Biographie et carrière
Stuart Rachels est le fils du philosophe américain James Rachels. En 1981, à onze ans, il devint le plus jeune National Master de l'histoire de la Fédération américaine des échecs. En 1982, il finit deuxième du championnat junior national. Il remporta le championnat junior des États-Unis à sa septième tentative, en 1988, puis finit premier ex æquo du championnat des États-Unis d'échecs adulte l'année suivante (1989). Il était le plus jeune champion des États-Unis depuis Bobby Fischer (vainqueur à 14 ans en 1957-1958). Ce résultat le qualifiait pour le tournoi interzonal de Manille, qualificatif pour le tournoi des candidats au championnat du monde d'échecs 1993. Rachels marqua 6 points sur 13 au tournoi interzonal. 
Il reçut le titre de maître international en 1989.
Stuart Rachels arrêta sa carrière de joueur en 1993 pour commencer une thèse de philosophie qu'il soutint à l'Université de Syracuse (New York) en 1998. L'année suivante, en 1999, il devint assistant professeur puis professeur associé de philosophie à l'Université de l'Alabama.

## Publications
Stuart Rachels a publié un recueil d'essais de son père, James Rachels (mort en 2003) :
- The Legacy of Socrates: Essays in Moral Philosophy, Columbia University Press, 2007.

Il été responsable de la réédition et la révision de certains livres de son père :
- Problems from Philosophy, McGraw-Hill, Boston, 3e édition : 2011 (1re édition : 2004).
- The Truth about the World: Basic Readings in Philosophy, 3e édition, 2011.
- The Right Thing to Do: Basic Readings in Moral Philosophy. Random House, 8e édition : 2019.
- The Elements of Moral Philosophy, New York, Random House, 9e édition : 2018.

Il est l'auteur d'un livre sur son expérience de joueur d'échecs :
- The best I saw in chess: Games, Stories and Instruction from an Alabama Prodigy Who Became U.S. Champion, New in Chess, 2020